# Cyprès d'Abarqu
Le Cyprès d’Abarqu (Sarv-e Abarqu, ou Zoroastrian Sarv) est un cyprès vieux de 4 500 ans situé à Abarkuh en Iran, dans le sud de la province de Yazd. Il mesure 25 mètres de haut et son tour de tronc est de 11,5 mètres.  Selon la légende, il aurait été planté par le prophète Zoroastre. L'arbre se retrouve dans de nombreux pans de la culture iranienne.